# Mamestra scotochroma
Mamestra scotochroma là một loài bướm đêm trong họ Noctuidae.